# Louis Azémar
Pour les articles homonymes, voir Azémar.
Louis Azémar, né le 21 février 1815 à Rodez (Aveyron) et mort le 6 avril 1884 à Rodez, est un homme politique français.

## Biographie
Avocat à Rodez, il est adjoint au maire sous le Second Empire et conseiller de préfecture. Révoqué en septembre 1870, il est élu conseiller général du canton de Marcillac en 1871. Il est député de l'Aveyron de 1876 à 1881, siégeant au groupe bonapartiste de l'Appel au peuple.

## Sources
- « Louis Azémar », dans Adolphe Robert et Gaston Cougny, Dictionnaire des parlementaires français, Edgar Bourloton, 1889-1891 [détail de l’édition]